# FC Bayern München
Fußball-Club Bayern München e. V., kortweg FC Bayern München, Bayern München of FC Bayern, is een Duitse voetbalclub uit München, uitkomend in de Bundesliga en opgericht in 1900. De thuishaven was van 1925 tot 1972 het Grünwalder Stadion, tot de zomer van 2005 het Olympiastadion, en sindsdien de Allianz Arena.
FC Bayern München is de bekendste en succesvolste club van Duitsland en behoort tot de Europese en wereldtop. FC Bayern slaagde er als een van de weinige Europese topclubs in om samen met Manchester United FC, AFC Ajax, Juventus FC en Chelsea FC, alle drie de UEFA-hoofdcompetities (Europacup I / UEFA Champions League, Europacup II en UEFA Cup / UEFA Europa League) te winnen. Opvallend is dat de opkomst van deze vereniging, tot circa 1965 kleiner dan stadgenoot TSV 1860 München, gelijk opliep met de opkomst van Franz Beckenbauer.

## Geschiedenis

### Geschiedenis tot aan WOII

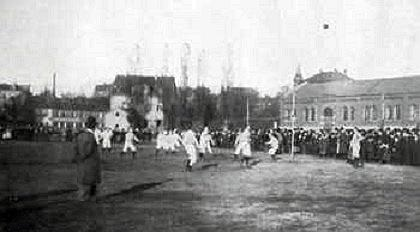
FC Nürnberg tegen Bayern München in 1901

Op 27 februari 1900 vond een algemene vergadering plaats van sportclub MTV München in de herberg Bäckerhöfl. De verdere ontwikkeling van het voetbal stond op het programma en er werd besloten om zich niet aan te sluiten bij de Zuid-Duitse voetbalbond. Dit zorgde voor onenigheid bij enkele leden en om 21.30 uur stapten elf mannen op en gingen naar het restaurant Gisela, waar ze nog diezelfde avond FC Bayern München uit de grond stampten. De clubkleuren werden blauw-wit en leden moesten een Goldmark-lidgeld betalen. De club ging op de Schyrenplatz spelen en in maart werd de eerste wedstrijd gespeeld tegen 1. Münchner FC 1896 dat met 5-2 de boot inging tegen de kersverse club. Snel sloten zich andere spelers bij de club aan, onder wie ook drie spelers van TSV 1860 München. De club nam al snel een nieuw terrein in beslag aan de Clemensstraße. Bayern schreef zich in voor de Zuid-Duitse eindronde, maar gaf verstek in de wedstrijd tegen Karlsruher FV. De eerste wedstrijd tegen TV 1860, de eerste in een reeks van vele geladen derby's, vond plaats in 1902 en werd gewonnen met 3-0. De club drong ook aan op een stadscompetitie die er in 1902 kwam samen met MTV, 1. FC en Bavaria 1899. In 1902/03 trad de club wel aan in de eindronde en versloeg stadsrivaal Bavaria met 8-3 en ging dan in de kwartfinale de boot in tegen Stuttgarter Kickers met 4-1. Vanaf 1903 ging de club in de Opper-Beierse competitie (later Zuid-Beierse competitie) spelen. De club werd meteen kampioen en botste in de eindronde opnieuw op de Kickers. De club verlengde de titel maar in het seizoen 1904/05 verloor de club alle drie de groepswedstrijden. Het volgende seizoen won MTV München alle wedstrijden en werd voor Bayern kampioen. In 1906 sloot de club zich bij Münchener Sport-Club aan, maar bleef wel een zekere vorm van zelfstandigheid behouden en trad aan als F.A. Bayern im Münchner SC (F.A. = Fußballabteilung). In 1906/07 eindigden beide clubs gelijk, maar MTV kreeg de titel toegewezen. Het jaar erop won de club wel weer de titel, maar moest het in de Zuid-Duitse eindronde afleggen van 1. FC Nürnberg. Vanaf 1909 speelde de club in de Ostkreisliga. De club werd groepswinnaar en won daarna ook de finalegroep waardoor ze zich voor de laatste fase van de eindronde plaatsten. Hier moesten ze echter genoegen nemen met een tweede plaats achter Karlsruher FV. Dit scenario herhaalde zich het volgende seizoen. In 1911/12 eindigde de club gedeeld eerste met SpVgg Fürth, maar had een slechter doelsaldo. De volgende jaren eindigde de club in de subtop en maakte pas in 1916/17 opnieuw kans op de titel, die ze opnieuw aan Fürth moesten laten. Het jaar erop was Nürnberg te sterk.
Na de Eerste Wereldoorlog kwam er in 1919 opnieuw een reguliere competitie in Zuid-Beieren. De club trad uit de samenwerking met Münchener SC en fuseerde met TV Jahn tot TuSpv Bayern. William Townley werd net als voor de oorlog trainer, hiermee zette de club de traditie voort om Engelse trainers aan te trekken, er waren al drie andere Engelse trainers bij de club geweest. De club werd meteen kampioen en plaatste zich voor de eindronde, waar ze in de groepsfase tweede werden achter Freiburger FC. Vanaf 1921 werd de Zuid-Beierse competitie onderdeel van de Beierse competitie. In 1922/23 werd de club groepswinnaar, maar verloor de finale van de Noord-Beierse club SpVgg Fürth. Het volgende seizoen werden beide reeksen samengevoegd en de eerste twee jaar moest Bayern Fürth en Nürnberg laten voorgaan. In 1924 besloot de Deutsche Turnerschaft dat turnclubs en balsportclubs van elkaar gescheiden moesten worden en Bayern splitste van TV Jahn en werd weer zelfstandig. Het eerste grote succes kwam onder het voorzitterschap van Kurt Landauer. Met de Schotse hoofdtrainer James McPherson in 1925/26 greep Bayern de titel en plaatste zich voor de Zuid-Duitse eindronde, waar Fürth als bekerwinnaar ook voor geplaatst was. In de groepsfase streden Bayern en Fürth om de eerste plaats, in de beslissende wedstrijd die live op de radio te horen was won Bayern met 4-3 en werd voor het eerst Zuid-Duits kampioen. Hierdoor plaatste de club zich ook voor de eindronde om de landstitel, waar ze meteen verslagen werden door SV Fortuna 02 Leipzig. Het volgende jaar eindigde de club teleurstellend vijfde, maar hierna werd de Zuid-Beierse competitie heringevoerd waardoor de concurrentie minder groot werd. Bayern werd meteen kampioen en slaagde er ook in om op opnieuw de Zuid-Duitse titel te veroveren. In de nationale eindronde versloeg Bayern FC Wacker Halle met 3-0, SpVgg Sülz 07 met 5-2 en verloor dan in het Duisburgse Wedaustadion met zware 8-2 cijfers van Hamburger SV. Ondanks dit pak slaag was dit de beste prestatie van de club tot dan toe. De Zuid-Beierse titel werd verlengd, maar in de eindronde werd de club slechts tweede, al gaf dit nog wel recht op deelname aan de nationale eindronde. Na een overwinning op Dresdner SC met 3-0 verloor de club met 4-3 van Breslauer SC 08. De volgende twee seizoenen won Bayern telkens de titel, maar werd in de eindronde dan derde zodat ze uitgeschakeld waren.
In 1931/32 maakt de club voor het eerst echt furore. In het Zuid-Duitse kampioenschap verloor de club in de finale van Eintracht Frankfurt maar kwalificeerde zich evenzeer voor het nationaal kampioenschap. De club versloeg Berliner SC Minerva 93 met 4-2, PSV Chemnitz met 2-3 en 1. FC Nürnberg met 2-0. De finale was een heruitgave van de Zuid-Duitse finale tegen Frankfurt, maar deze keer was het München dat aan het langste eind trok en met 2-0 zijn eerste in een rij van vele titels binnen haalde, al zou de tweede titel lang op zich laten wachten. De club kon geen verlengstuk breien aan zijn succes en plaatste zich niet eens voor de eindronde om de titel te verdedigen.
Nadat Hitler aan de macht kwam in Duitsland kwam er een abrupt einde aan de ontwikkeling van de club. Voorzitter Landauer en trainer Richard Dombi (bijnaam: geboren als Richard Kahn) die allebei joods waren, vluchtten naar Zwitserland (Landauer vluchtte na twee maanden in concentratiekamp Dachau naar Genève; Dombi ging later naar Feijenoord en werd daar 'De Wonderdokter') en vele anderen van de club zagen zich daar ook toe gedwongen. De competitie werd geherstructureerd en de club ging in de Gauliga Bayern spelen, een equivalent van de vroegere Beierse competitie. Na een paar jaar in de subtop verzeilde de club in de middenmoot. Pas toen de Gauliga om oorlogsredenen weer in twee reeksen opgesplitst werd kon de club nog eens een titel winnen in 1943/44. In de eindronde verloor de club meteen van VfR Mannheim. Het volgende seizoen werd de competitie nog verder opgedeeld en werd de club ook kampioen, maar niet alle competities werden dat jaar beëindigd en er volgde geen nationale eindronde meer.

### Oberliga
Na de Tweede Wereldoorlog werd de Gauliga afgeschaft en kwamen er vijf nieuwe competities die als hoogste klasse fungeerden, Bayern belandde in de Oberliga Süd. Na drie seizoenen werd de vierde plaats bereikt, een jaar later zelfs de derde plaats. Daarna belandde de club in de middenmoot tot degradatie volgde in 1955. Na één seizoen keerde Bayern echter terug en won de DFB Pokal in de finale van Fortuna Düsseldorf. Ook in de competitie ging het beter en beter en de laatste twee seizoenen van de Oberliga sloot de club met een derde plaats af. Eind jaren 50 kreeg de club wel financiële problemen en stond op de rand van een faillissement.
In seizoen 1962/63 mocht de club voor het eerst proeven van Europees voetbal in de Jaarbeursstedenbeker. Nadat eerst Basel XI verslagen werd vernederde het Drumcondra FC met 6-0. In de kwartfinale riep het Joegoslavische Dinamo Zagreb echter een halt toe aan de club.

### Bundesliga

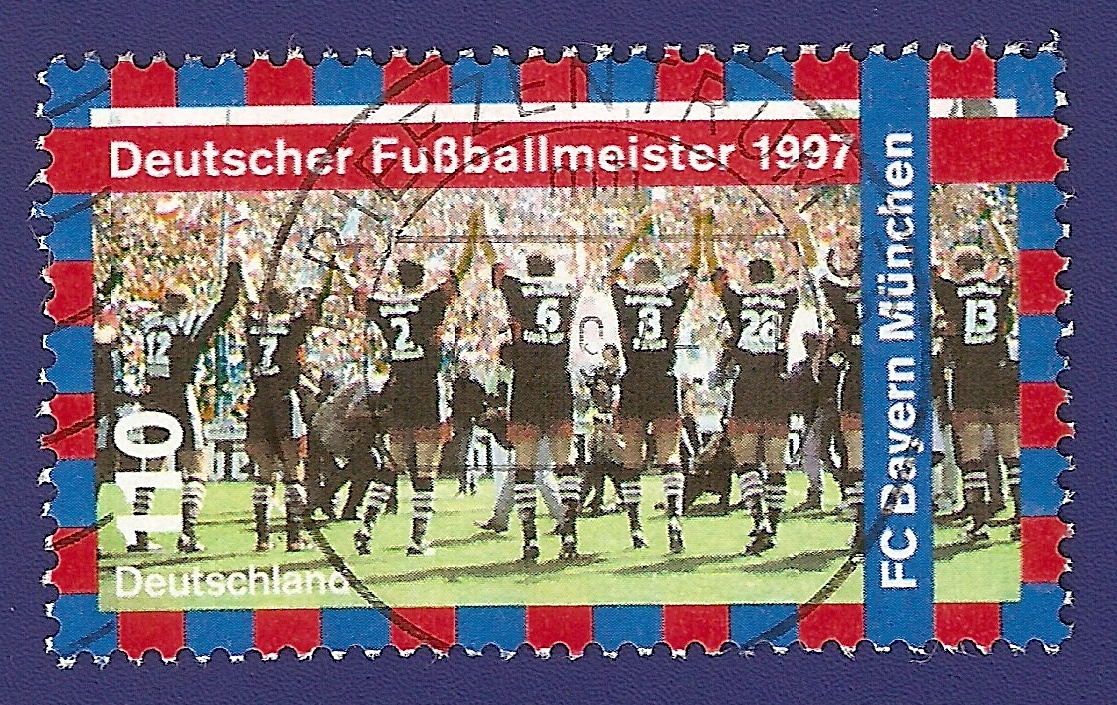
Een postzegel naar aanleiding van het landskampioenschap in 1997

In 1963 werd de Bundesliga opgericht. FC Bayern eindigde derde in het voorgaande seizoen van de Oberliga, maar omdat stadsrivaal TSV 1860 München kampioen geworden was en de bond geen twee clubs uit dezelfde stad in de Bundesliga wilde hebben moest FC Bayern starten in de Regionalliga, toen nog de tweede klasse. Pas na twee seizoenen promoveerde de club naar de Bundesliga, waar FC Bayern nooit meer zou weg gaan.
In het eerste seizoen in de Bundesliga werd FC Bayern derde en won de Duitse beker waardoor de club Europees voetbal mocht spelen. Rapid Wien was de enige club die dat seizoen van Bayern kon winnen, dat was in de kwartfinale, in de terugwedstrijd won Bayern en won later ook tegen Rangers FC de Europacup II. Het volgende seizoen werd de beker opnieuw gewonnen en in de Europacup werd de halve finale bereikt waarin AC Milan een maatje te groot was. Onder de leiding van Branko Zebec werd Bayern in 1969 voor de tweede maal landskampioen en won opnieuw de beker waardoor de club de eerste dubbel van de Bundesliga won. In de competitie behaalde Bayern München tussen 1965/66 en 1969/70 successievelijk als doelsaldo: +33, +15, +10, +30, +51.
In 1970 werd Udo Lattek trainer. In zijn eerste seizoen 1970/71 leidde hij Bayern München naar een nieuwe bekerwinst en een 2e plaats in de competitie (doelsaldo +38) en het jaar erna naar de derde landstitel. De beslissende wedstrijd tijdens seizoen 1971/72 tegen Schalke 04 was de eerste wedstrijd in het gloednieuwe Olympiastadion en de eerste live-wedstrijd op televisie van de Bundesliga. Bayern gaf Schalke 04 een veeg uit de pan en won met 5-1 en won zo de titel. Er werden ook enkele records gevestigd waaronder het hoogste aantal punten en het meeste aantal goals (101; doelsaldo +63 (101-38)). Ook de volgende twee titels werden behaald, in 1972/73 evenzeer superieur met een doelsaldo-record van +64 (93-29), in 1973/74 iets moeizamer (+42 (95-53)). Het hoogtepunt kwam er in 1974 toen de club voor het eerst de Europacup I won in de finale van Atlético Madrid met 4-0. Het volgende seizoen 1974/75 in de competitie was dramatisch slecht (doelsaldo -6, 10de plaats in de 18 clubs tellende Bundesliga) maar Bayern won wél de Europese titel (EuropaCup 1), dit keer werd Leeds United in de finale verslagen. Ook in het seizoen 1975/1976 trok de club voor de derde achtereenvolgende maal aan het langste eind, ditmaal in de eindstrijd tegen AS Saint-Étienne, maar in de competitie waren 5 zeer magere seizoenen aangebroken (1974/75-1978/79, successievelijke doelsaldo -6, +22, +9, -2, +23). In 1977 versloeg Dynamo Kiev de club in de kwartfinale van het EuropaCup I-toernooi en doorbrak daarmee de Europese hegemonie van Bayern. In 1976 won de club ook nog eens de Intercontinentale beker tegen het Braziliaanse Cruzeiro Belo Horizonte.
Begin jaren tachtig doken financiële problemen op, de titel werd wel nog tweemaal op rij gewonnen in 1979/80 en 1980/81 (doelsaldo +51, +48) met onder anderen Karl-Heinz Rummenigge in de gelederen, en ook werden toen twee halve finales in de EuropaCup-toernooien bereikt, maar daarna kwamen twee seizoenen zonder een trofee (1981/82 en 1982/83, doelsaldo +21, +41). Nadat ex-trainer Udo Lattek per 1 juli 1983 terugkeerde won FC Bayern de DFB Pokal in 1984 en won dan vijf landstitels in zes achtereenvolgende seizoenen, met een gemiddeld doelsaldo van +41 per seizoen (1984/85-1989/90). In de Europese wedstrijden werd in de seizoenen 1981/1982 en 1986/1987 de eindmeet behaald maar daarin waren Aston Villa FC en FC Porto te sterk. Na de titel in 1990 ging het slechter met de club en in het seizoen 1991/92 - een jaargang waarin de club drie trainers versleet, onder wie Sören Lerby en Jupp Heynckes, die later als enige op drie ambtstermijnen als coach van Bayern zou mogen bogen - eindigde Bayern slechts vijf punten boven een degradatieplaats.
Onder leiding van Erich Ribbeck ging Bayern roemloos uit de UEFA Cup tegen Norwich City; een zwarte bladzijde. Het succes keerde terug toen Franz Beckenbauer trainer werd in de tweede helft van seizoen 1993/94 toen opnieuw de titel behaald werd. Daarna werd hij als voorzitter van de club aangesteld maar zijn trainer-opvolgers behaalden niet de gehoopte resultaten. De spelers van FC Bayern verschenen vaker in de roddelblaadjes dan in de sportmagazines waardoor de club de bijnaam FC Hollywood kreeg. Beckenbauer keerde terug als trainer en won de UEFA Cup in 1996 ten koste van Girondins de Bordeaux.
Van 1998 tot 2004 was Ottmar Hitzfeld trainer en hij werd de meest succesvolle in de geschiedenis van de club. In zijn eerste seizoen werd FC Bayern kampioen. In 1999 verloor de club de finale van de Champions League van Manchester United FC met 2-1, maar kon twee jaar later wél de titel winnen tegen Valencia CF. Dat jaar werd ook voor de derde keer op rij de landstitel gewonnen en voor de tweede maal de intercontinentale beker. Na een trofeeloos 2002 won Bayern opnieuw de dubbel in 2003. De heerschappij van Hitzfeld eindigde in 2004 toen de club niet de titel haalde en in de beker door tweedeklasser Alemannia Aachen uitgeschakeld werd.
Voor de start van seizoen 2005/06 verhuisde FC Bayern van het Olympiastadion naar de nieuwe Allianz Arena die de club deelt met TSV 1860. In de zomer van 2006 verkocht TSV 1860 de aandelen van de Allianz Arena aan Bayern door een financiële crisis. Bayern is sindsdien alleen eigenaar maar beide clubs hopen dat TSV de aandelen terug kan kopen.
In januari 2007 keerde Ottmar Hitzfeld terug als trainer nadat de resultaten wat tegen vielen. Hitzfeld kon het tij niet keren en Bayern kon zich niet echt mengen in de titelstrijd en moest deze overlaten aan Schalke 04, Werder Bremen en VfB Stuttgart.
Na het teleurstellende seizoen deed de Zuid-Duitse club een aantal nieuwe aankopen, waaronder Luca Toni van Fiorentina, Franck Ribéry van Olympique Marseille en Miroslav Klose van Werder Bremen. Dit pakte erg goed uit want Bayern pakte de Duitse beker, bereikte de halve finale van de UEFA-cup en pakte op de 31ste speeldag voor de 21ste keer het Duitse kampioenschap.
Voor het seizoen 2009/10 werd Louis van Gaal aangesteld als trainer. Hij volgde de ontslagen Jürgen Klinsmann op die vervangen werd door interim-trainer Jupp Heynckes. Voor zijn komst was er al geïnvesteerd in nieuwe aankopen, zoals Ivica Olić en Mario Gómez, na zijn komst werden Braafheid en Pranjić aangetrokken. Na een matig begin van Bayern in de Duitse competitie werd ook nog Arjen Robben, die van Real Madrid voor €25 miljoen werd overgenomen, toegevoegd aan de selectie. Dat bleek een gouden aankoop want mede onder zijn impulsen begon FC Bayern langzaam steeds beter te draaien in de Duitse competitie, maar ook in de Duitse beker en de Champions League. Na een spannende strijd met Schalke 04 won Bayern het Duitse kampioenschap voor de 22ste keer en won het voor de 15de keer de Duitse Beker, het won de finale van Werder Bremen. Het stond bovendien in de finale van de Champions League, maar die werd met 2-0 van Inter verloren.
Nog in de heenronde van het seizoen 2010-2011 kreeg Louis van Gaal van de clubleiding, ondanks een niet geheel naar wens verlopen start in de Bundesliga, een contractverlenging tot 2012. Vervolgens kwamen het bestuur en Van Gaal echter al vroeg in 2011 overeen, de samenwerking al medio 2011 stop te zetten. Op zaterdag 9 april 2011, nadat FC Bayern Europees en in de DFB-Pokal al was uitgeschakeld door respectievelijk Internazionale en Schalke 04 en de recordkampioen opnieuw naar de vierde plaats in de Bundesliga was afgezakt, deelde Ulli Hoeness mee dat Van Gaal met onmiddellijke ingang aan de deur werd gezet. Hoeness nam Van Gaal in het bijzonder kwalijk dat hij Thomas Kraft boven Hans-Jörg Butt in doel had verkozen (Kraft speelde een ongelukkige rol bij tegendoelpunten van Bayern in de competitiewedstrijden bij Hannover en Nürnberg in de terugronde van de Bundesliga 2010-2011.) Ook zou er onder de Nederlandse oefenmeester "nooit plezier in de groep" geheerst hebben en zou de bewering dat de spelersgroep achter Van Gaal stond "ein Märchen" geweest zijn.
Volgens Karl-Heinz Rummenigge nam Van Gaal het ontslag professioneel en zonder emotie- of woede-uitbarsting op. Op zondag 10 april 2011 nam Andries Jonker het roer over aan de Säbener Straße, nadat Van Gaal hem expliciet had toevertrouwd daar geen bezwaar tegen te koesteren en dat de relatie tussen hen twee niet zou verslechteren. Voor het seizoen 2011/12 werd een oude bekende aangesteld als nieuwe eindverantwoordelijke. Na twee eerdere periodes in Beieren werd Heynckes opnieuw hoofdtrainer. Heynckes vierde op zaterdag 6 april met Bayern de 23e titel uit de clubgeschiedenis na een 1-0 zege bij Eintracht Frankfurt. Met nog zes duels te spelen was de club niet meer te achterhalen voor de concurrentie. Het betekende de zevende keer op rij dat Bayern buiten het eigen stadion kampioen werd. Nooit eerder eiste een ploeg zo vroeg in het seizoen de titel voor zich op in de Bundesliga.
Maar een jaar later deed Bayern nog beter. De club uit München werd op 25 maart 2014 voor de 24ste keer landskampioen. Het team van coach Josep Guardiola won 25 keer in 27 wedstrijden en verzamelde zo, met nog elf speeldagen te gaan, 77 punten. In de titelwedstrijd op het veld van Hertha BSC won Bayern met 1-3.
In het seizoen 2014/15 werd Bayern München voor de 25ste en in 2015/16 voor de 26ste keer kampioen. Daarmee won het als eerste club ooit vier keer achter elkaar het Duitse landskampioenschap. De club schreef bovendien geschiedenis door zeventien tegentreffers te incasseren. Dat was een verbetering van het eigen Bundesligarecord met één. Op de slotdag won Bayern met 3-1 van het reeds gedegradeerde Hannover 96. Aanvaller Robert Lewandowski opende de score in München. De Pool werd daarmee de eerste buitenlander die in een seizoen dertig doelpunten maakte in de competitie.
In seizoen 2021/22 verloor Bayern München met 5-0 van Borussia Mönchengladbach in de 1/16e finale van de Duitse voetbalbeker, goed voor hun grootste nederlaag in meer dan veertig jaar.

## Erelijst
| Internationaal                           |     | |
| Intercontinental Cup                     | 2x  | 1976, 2001 |
| FIFA Club World Cup                      | 2x  | 2013, 2020 |
| Europacup I / UEFA Champions League      | 6x  | 1974, 1975, 1976, 2001, 2013, 2020 |
| UEFA Cup                                 | 1x  | 1996 |
| European Cup Winners' Cup                | 1x  | 1967 |
| UEFA Super Cup                           | 2x  | 2013, 2020 |
| Nationaal                                |     | |
| Deutsche Fußballmeisterschaft/Bundesliga | 34x | 1932, 1969, 1972, 1973, 1974, 1980, 1981, 1985, 1986, 1987, 1989, 1990, 1994, 1997, 1999, 2000, 2001, 2003, 2005, 2006, 2008, 2010, 2013, 2014, 2015, 2016, 2017, 2018, 2019, 2020, 2021, 2022, 2023, 2025 |
| DFB-Pokal                                | 20x | 1957, 1966, 1967, 1969, 1971, 1982, 1984, 1986, 1998, 2000, 2003, 2005, 2006, 2008, 2010, 2013, 2014, 2016, 2019, 2020                                                                                     |
| DFB-Supercup/DFL-Supercup                | 10x | 1987, 1990, 2010, 2012, 2016, 2017, 2018, 2020, 2021, 2022, 2026 |
| DFB-Ligapokal                            | 6x  | 1997, 1998, 1999, 2000, 2004, 2007 |
| Süddeutscher Fußballmeisterschaft        | 2x  | 1926, 1928 |
| Bezirksliga Bayern-Süd                   | 11x | 1904, 1905, 1905, 1920, 1923, 1928, 1929, 1930, 1931, 1932, 1933 |
| Gauliga Bayern-Süd                       | 1x  | 1944 |
| Nino-League                              |     | 1945 |

## Clubcultuur

### Rugnummer 5
In december 2024 maakte Bayern München bekend dat het rugnummer 5 niet meer zou worden uitgedeeld aan spelers van de club, als eerbetoon aan clubicoon Franz Beckenbauer. In recente jaren speelde onder andere Benjamin Pavard, Mats Hummels en Daniel Van Buyten nog met het rugnummer.

## Eerste elftal

### Selectie
| Nr.           | Naam                | Sinds      | Contract   | Vorige club         |
| Doelmannen    | Doelmannen          | Doelmannen | Doelmannen | Doelmannen          |
| ------------- | ------------------- | ---------- | ---------- | ------------------- |
| 1             | Manuel Neuer        | 2011       | 2026       | Schalke 04          |
| 26            | Sven Ulreich        | 2021       | 2025       | Hamburger SV        |
| 40            | Jonas Urbig         | 2025       | 2029       | 1. FC Köln          |
| 48            | Leon Klanac         | 2025       | 2027       |                     |
| Verdedigers   |                     |            |            |                     |
| 2             | Dayot Upamecano     | 2021       | 2026       | RB Leipzig          |
| 3             | Kim Min-jae         | 2023       | 2028       | Napoli              |
| 4             | Jonathan Tah        | 2025       | 2029       | Leverkusen          |
| 19            | Alphonso Davies     | 2019       | 2030       | Vancouver Whitecaps |
| 21            | Hiroki Ito          | 2024       | 2028       | VfB Stuttgart       |
| 22            | Raphaël Guerreiro   | 2023       | 2026       | Borussia Dortmund   |
| 23            | Sacha Boey          | 2024       | 2028       | Galatasaray         |
| 44            | Josip Stanišić      | 2021       | 2029       |                     |
| Middenvelders |                     |            |            |                     |
| 6             | Joshua Kimmich      | 2015       | 2025       | VfB Stuttgart       |
| 8             | Leon Goretzka       | 2018       | 2026       | Schalke 04          |
| 10            | Jamal Musiala       | 2020       | 2026       |                     |
| 20            | Tom Bischof         | 2025       | 2029       | Hoffenheim          |
| 24            | Paul Wanner         | 2022       | 2027       |                     |
| 27            | Konrad Laimer       | 2023       | 2027       | RB Leipzig          |
| 42            | Lennart Karl        | 2025       |            |                     |
| 45            | Aleksandar Pavlović | 2023       | 2029       |                     |
| Aanvallers    |                     |            |            |                     |
| 7             | Serge Gnabry        | 2017       | 2026       | Werder Bremen       |
| 9             | Harry Kane          | 2023       | 2027       | Tottenham Hotspur   |
| 11            | Kingsley Coman      | 2017       | 2027       | Juventus            |
| 14            | Luis Díaz           | 2025       | 2029       | Liverpool           |
| 17            | Michael Olise       | 2024       | 2029       | Crystal Palace      |
| 41            | Jonah Kusi-Asare    | 2024       | 2026       |                     |

Laatste update: 15 augustus 2025.

### Staf
| Functie             | Naam               | Sinds | Contract | Vorige club   |
| ------------------- | ------------------ | ----- | -------- | ------------- |
| Hoofdtrainer        | Vincent Kompany    | 2024  | 2027     | Burnley       |
| Assistent-trainer   | Aaron Danks        | 2024  | 2027     | Middlesbrough |
| Assistent-trainer   | René Marić         | 2024  | 2027     |               |
| Assistent-trainer   | Floribert N'Galula | 2024  | 2027     | Burnley       |
| Keeperstrainer      | Michael Rechner    | 2023  | 2026     |               |
| Performance Manager | Walter Gfrerer     | 2024  | 2027     | Wolfsburg     |

Laatste update: 13 augustus 2024

## Overige elftallen

### FC Bayern München II
FC Bayern München II, ook wel de Bayern Amateure genoemd, is het tweede team van Bayern München. Het team speelt in het Städtisches Stadion an der Grünwalder Straße en komt anno 2020 uit in de 3. Liga.

### Vrouwenvoetbal
Sinds 1970 heeft Bayern München een eigen vrouwenvoetbalelftal. In het seizoen 2014/15 won de ploeg voor het eerst de Bundesliga voor vrouwen.

## Overzichtslijsten
| Niveau | Aantal | Periode (1945-2026)             |
| ------ | ------ | ------------------------------- |
| I      | 78     | 1945-1955, 1956-1963, 1965-.... |
| II     | 3      | 1955-1956, 1963-1965            |

### Eindklasseringen
- 1960 3e
Oberliga
- 1961 8e
Oberliga
- 1962 3e
Oberliga
- 1963 3e
Oberliga
- 1964 2e
Regionalliga
- 1965 1e
Regionalliga
- 1966 3e
Bundesliga
- 1967 6e
Bundesliga
- 1968 5e
Bundesliga
- 1969 1e
Bundesliga
- 1970 2e
Bundesliga
- 1971 2e
Bundesliga
- 1972 1e
Bundesliga
- 1973 1e
Bundesliga
- 1974 1e
Bundesliga
- 1975 10e
Bundesliga
- 1976 3e
Bundesliga
- 1977 7e
Bundesliga
- 1978 12e
Bundesliga
- 1979 4e
Bundesliga
- 1980 1e
Bundesliga
- 1981 1e
Bundesliga
- 1982 3e
Bundesliga
- 1983 4e
Bundesliga
- 1984 4e
Bundesliga
- 1985 1e
Bundesliga
- 1986 1e
Bundesliga
- 1987 1e
Bundesliga
- 1988 2e
Bundesliga
- 1989 1e
Bundesliga
- 1990 1e
Bundesliga
- 1991 2e
Bundesliga
- 1992 10e
Bundesliga
- 1993 2e
Bundesliga
- 1994 1e
Bundesliga
- 1995 6e
Bundesliga
- 1996 2e
Bundesliga
- 1997 1e
Bundesliga
- 1998 2e
Bundesliga
- 1999 1e
Bundesliga
- 2000 1e
Bundesliga
- 2001 1e
Bundesliga
- 2002 3e
Bundesliga
- 2003 1e
Bundesliga
- 2004 2e
Bundesliga
- 2005 1e
Bundesliga
- 2006 1e
Bundesliga
- 2007 4e
Bundesliga
- 2008 1e
Bundesliga
- 2009 2e
Bundesliga
- 2010 1e
Bundesliga
- 2011 3e
Bundesliga
- 2012 2e
Bundesliga
- 2013 1e
Bundesliga
- 2014 1e
Bundesliga
- 2015 1e
Bundesliga
- 2016 1e
Bundesliga
- 2017 1e
Bundesliga
- 2018 1e
Bundesliga
- 2019 1e
Bundesliga
- 2020 1e
Bundesliga
- 2021 1e
Bundesliga
- 2022 1e
Bundesliga
- 2023 1e
Bundesliga
- 2024 3e
Bundesliga
- 2025 1e
Bundesliga

- Niveau 1
- Niveau 2

| Legenda niveautijdlijn | Legenda niveautijdlijn      | Legenda niveautijdlijn      | Legenda niveautijdlijn      | Legenda niveautijdlijn    | Legenda niveautijdlijn |
| Liga                   | Seizoen 1963/64 t/m 1973/74 | Seizoen 1974/75 t/m 1993/94 | Seizoen 1994/95 t/m 2007/08 | Seizoen 2008/09 tot heden | Opmerking              |
| ---------------------- | --------------------------- | --------------------------- | --------------------------- | ------------------------- | ---------------------- |
| Bundesliga             | Niveau I                    | Niveau I                    | Niveau I                    | Niveau I                  |                        |
| 2. Bundesliga          | --                          | Niveau II                   | Niveau II                   | Niveau II                 |                        |
| 3. Liga                | --                          | --                          | --                          | Niveau III                |                        |
| Regionalliga           | Niveau II                   | --                          | Niveau III                  | Niveau IV                 |                        |
| Oberliga               | --                          | Niveau III *                | Niveau IV                   | Niveau V                  | * vanaf 1978/79        |

### Resultaten
| Seizoen | Niv. | Pos. | Liga                              | Wedstr. | Winst | Gelijk | Verlies | Doelsaldo | Punten | Tsch.gem. | Topscorer                              | DFB-Pokal  | Opmerkingen                                                                                       |
| ------- | ---- | ---- | --------------------------------- | ------- | ----- | ------ | ------- | --------- | ------ | --------- | -------------------------------------- | ---------- | ------------------------------------------------------------------------------------------------- |
| 1920/21 | II   | 3    | Kreisliga Südbayern               |         |       |        |         |           |        |           |                                        | --         |                                                                                                   |
| 1921/22 | I    | 2    | Kreisliga Bayern                  | 14      | 13    | 0      | 1       | 66-4      | 26     |           |                                        | --         | Beslissingswedstrijd om kampioenschap > TSV 1860 München 0-1                                      |
| 1922/23 | I    | 2    | Kreisliga Bayern                  | 14      | 10    | 3      | 1       | 65-18     | 23     |           |                                        | --         | Finale 1-2 en 0-5 >SpVgg Fürth                                                                    |
| 1923/24 | I    | 3    | Bezirksliga Bayern                | 14      | 7     | 1      | 6       | 36-31     | 15     |           |                                        | --         | De Bezirksliga werd in 1923 ingevoerd in Beieren.                                                 |
| 1924/25 | I    | 4    | Bezirksliga Bayern                | 14      | 5     | 7      | 2       | 27-23     | 17     |           |                                        | --         |                                                                                                   |
| 1925/26 | I    | 1    | Bezirksliga Bayern                | 14      | 9     | 2      | 3       | 38-21     | 20     |           |                                        | --         |                                                                                                   |
| 1925/26 | I    | 1    | Zuid-Duits kampioenschap          | 10      | 8     | 2      | 0       | 56-17     | 18     |           |                                        | --         | 1e ronde Duits Kampioenschap > SV Fortuna 02 Leipzig 0-2                                          |
| 1926/27 | I    | 5    | Bezirksliga Bayern                | 18      | 10    | 3      | 5       | 41-26     | 23     |           |                                        | --         |                                                                                                   |
| 1927/28 | I    | 1    | Bezirksliga Südbayern             | 12      | 8     | 3      | 1       | 47-21     | 19     |           |                                        | --         |                                                                                                   |
| 1927/28 | I    | 1    | Zuid-Duits kampioenschap          | 14      | 10    | 4      | 0       | 41-17     | 24     |           |                                        | --         | 1/2 finale Duits kampioenschap (2-8) Hamburger SV                                                 |
| 1928/29 | I    | 1    | Bezirksliga Südbayern             | 14      | 11    | 0      | 3       | 43-17     | 22     |           |                                        | --         |                                                                                                   |
| 1928/29 | I    | 2    | Zuid-Duits kampioenschap          | 14      | 9     | 2      | 3       | 47-28     | 20     |           |                                        | --         | 1/4 finale Duits kampioenschap (3-4 nv) Breslauer SC 08                                           |
| 1929/30 | I    | 1    | Bezirksliga Südbayern             | 14      | 11    | 2      | 1       | 61-22     | 24     |           |                                        | --         |                                                                                                   |
| 1929/30 | I    | 3    | Zuid-Duits kampioenschap          | 14      | 8     | 0      | 6       | 55-30     | 16     |           |                                        | --         |                                                                                                   |
| 1930/31 | I    | 1    | Bezirksliga Südbayern             | 14      | 11    | 3      | 0       | 55-27     | 25     |           |                                        | --         |                                                                                                   |
| 1930/31 | I    | 3    | Zuid-Duits kampioenschap          | 14      | 9     | 1      | 4       | 44-25     | 19     |           |                                        | --         |                                                                                                   |
| 1931/32 | I    | 1    | Bezirksliga Südbayern             | 18      | 13    | 2      | 3       | 66-33     | 28     |           |                                        | --         |                                                                                                   |
| 1931/32 | I    | 2    | Zuid-Duits kampioenschap Zuidoost | 14      | 10    | 1      | 3       | 37-17     | 21     |           |                                        | --         | Finale Duits kampioenschap (2-0) > Eintracht Frankfurt. 1e landskampioenschap.                    |
| 1932/33 | I    | 1    | Bezirksliga Südbayern             | 18      | 13    | 4      | 1       | 63-14     | 30     |           |                                        | --         |                                                                                                   |
| 1932/33 | I    | 4    | Zuid-Duits kampioenschap Zuidoost | 14      | 7     | 3      | 4       | 27-16     | 17     |           |                                        | --         |                                                                                                   |
| 1933/34 | I    | 3    | Gauliga Bayern                    | 22      | 11    | 5      | 6       | 53-35     | 27     |           |                                        | --         | De Nazi's voerden de Gauliga in.                                                                  |
| 1934/35 | I    | 4    | Gauliga Bayern                    | 20      | 9     | 6      | 5       | 49-31     | 24     |           |                                        | 1e ronde   |                                                                                                   |
| 1935/36 | I    | 3    | Gauliga Bayern                    | 18      | 12    | 12     | 3       | 47-26     | 27     |           |                                        | 1e ronde   |                                                                                                   |
| 1936/37 | I    | 3    | Gauliga Bayern                    | 18      | 8     | 4      | 6       | 49-31     | 20     |           |                                        | --         |                                                                                                   |
| 1937/38 | I    | 5    | Gauliga Bayern                    | 18      | 8     | 3      | 7       | 37-29     | 19     |           |                                        | 2e ronde   |                                                                                                   |
| 1938/39 | I    | 7    | Gauliga Bayern                    | 18      | 7     | 3      | 8       | 26-31     | 17     |           |                                        | 2e ronde   |                                                                                                   |
| 1939/40 | I    | 8    | Gauliga Bayern                    | 18      | 3     | 4      | 11      | 21-35     | 10     |           |                                        | --         |                                                                                                   |
| 1940/41 | I    | 8    | Gauliga Bayern                    | 22      | 8     | 4      | 10      | 35-35     | 20     |           |                                        | 1e ronde   |                                                                                                   |
| 1941/42 | I    | 8    | Gauliga Bayern                    | 21      | 7     | 3      | 11      | 41-40     | 17     |           |                                        | --         |                                                                                                   |
| 1942/43 | I    | 3    | Gauliga Bayern (Süd)              | 18      | 10    | 2      | 6       | 52-23     | 22     |           |                                        | --         |                                                                                                   |
| 1943/44 | I    | 1    | Gauliga Bayern (Süd)              | 18      | 15    | 1      | 2       | 56-15     | 31     |           |                                        | 1e ronde   | 1e ronde Duits Kampioenschap > VfR Mannheim, 1-2 nv.                                              |
| 1944/45 | I    | (1)  | Gauliga München-Oberbayern        | 15      | 14    | 1      | 0       | 75-15     | 29     |           |                                        | --         | Seizoen werd niet voltooid. Bayern stond ruimschoots aan de leiding.                              |
| 1945/46 | I    | 6    | Oberliga Süd                      | 30      | 12    | 10     | 8       | 67-48     | 34     |           |                                        | --         |                                                                                                   |
| 1946/47 | I    | 11   | Oberliga Süd                      | 38      | 12    | 12     | 14      | 75-56     | 36     |           |                                        | --         |                                                                                                   |
| 1947/48 | I    | 4    | Oberliga Süd                      | 38      | 21    | 8      | 9       | 72-38     | 50     |           |                                        | --         |                                                                                                   |
| 1948/49 | I    | 3    | Oberliga Süd                      | 30      | 14    | 7      | 9       | 61-42     | 35     |           |                                        | --         | q2-ronde Duits Kampioenschap > FC St. Pauli 1-1 nv, 2e wedstrijd: 0-2                             |
| 1949/50 | I    | 13   | Oberliga Süd                      | 30      | 11    | 3      | 16      | 56-70     | 25     |           |                                        | --         |                                                                                                   |
| 1950/51 | I    | 9    | Oberliga Süd                      | 34      | 14    | 5      | 15      | 64-53     | 33     |           |                                        | --         |                                                                                                   |
| 1951/52 | I    | 8    | Oberliga Süd                      | 30      | 11    | 7      | 12      | 53-54     | 29     |           |                                        | --         |                                                                                                   |
| 1952/53 | I    | 7    | Oberliga Süd                      | 30      | 12    | 6      | 12      | 59-56     | 30     |           |                                        | --         |                                                                                                   |
| 1953/54 | I    | 9    | Oberliga Süd                      | 30      | 9     | 10     | 11      | 42-46     | 28     |           |                                        | --         |                                                                                                   |
| 1954/55 | I    | 16   | Oberliga Süd                      | 30      | 6     | 3      | 21      | 42-76     | 15     |           |                                        | --         |                                                                                                   |
| 1955/56 | II   | 2    | 2.Oberliga Süd                    | 34      |       |        |         | 89-43     | 46     |           |                                        | --         |                                                                                                   |
| 1956/57 | I    | 10   | Oberliga Süd                      | 30      | 12    | 2      | 16      | 52-62     | 26     |           |                                        | Winnaar    |                                                                                                   |
| 1957/58 | I    | 7    | Oberliga Süd                      | 30      | 12    | 6      | 12      | 66-56     | 30     |           |                                        | --         |                                                                                                   |
| 1958/59 | I    | 4    | Oberliga Süd                      | 30      | 17    | 5      | 8       | 79-49     | 39     |           |                                        | --         |                                                                                                   |
| 1959/60 | I    | 3    | Oberliga Süd                      | 30      | 17    | 4      | 9       | 81-55     | 38     |           |                                        | --         |                                                                                                   |
| 1960/61 | I    | 8    | Oberliga Süd                      | 30      | 12    | 6      | 12      | 57-54     | 30     |           |                                        | --         |                                                                                                   |
| 1961/62 | I    | 3    | Oberliga Süd                      | 30      | 17    | 6      | 7       | 67-55     | 40     |           | Rainer Ohlhauser (14)                  | --         |                                                                                                   |
| 1962/63 | I    | 3    | Oberliga Süd                      | 30      | 18    | 4      | 8       | 67-52     | 40     |           | Rainer Ohlhauser (24)                  | --         | Er mocht slechts één team uit München naar de Bundesliga, TSV 1860 München was kampioen geworden. |
| 1963/64 | II   | 2    | Regionalliga                      | 38      | 22    | 8      | 8       | 115-61    | 52     |           |                                        | --         | 2e in de promotieronde achter Borussia Neunkirchen.                                               |
| 1964/65 | II   | 1    | Regionalliga                      | 36      | 24    | 7      | 5       | 146-32    | 55     |           | Rainer Ohlhauser (42)                  | --         |                                                                                                   |
| 1965/66 | I    | 3    | Bundesliga                        | 34      | 20    | 7      | 7       | 71-38     | 47     | 24.843    | Gerd Müller (15)                       | Winnaar    |                                                                                                   |
| 1966/67 | I    | 6    | Bundesliga                        | 34      | 16    | 5      | 13      | 62-47     | 37     | 20.122    | Gerd Müller (28)                       | Winnaar    |                                                                                                   |
| 1967/68 | I    | 5    | Bundesliga                        | 34      | 16    | 6      | 12      | 68-58     | 38     | 21.924    | Gerd Müller / Rainer Ohlhauser (19)    | 1/2 finale |                                                                                                   |
| 1968/69 | I    | 1    | Bundesliga                        | 34      | 18    | 10     | 6       | 68-58     | 46     | 25.178    | Gerd Müller (30)                       | Winnaar    | Eerste Bundesligakampioenschap in de clubgeschiedenis.                                            |
| 1969/70 | I    | 2    | Bundesliga                        | 34      | 21    | 5      | 8       | 88-37     | 47     | 23.324    | Gerd Müller (38)                       | 1/4 finale |                                                                                                   |
| 1970/71 | I    | 2    | Bundesliga                        | 34      | 19    | 10     | 5       | 74-36     | 48     | 24.088    | Gerd Müller (22)                       | Winnaar    |                                                                                                   |
| 1971/72 | I    | 1    | Bundesliga                        | 34      | 24    | 7      | 3       | 101-38    | 55     | 27.824    | Gerd Müller (40)                       | 1/4 finale |                                                                                                   |
| 1972/73 | I    | 1    | Bundesliga                        | 34      | 25    | 4      | 5       | 93-29     | 54     | 33.353    | Gerd Müller (36)                       | 1/4 finale |                                                                                                   |
| 1973/74 | I    | 1    | Bundesliga                        | 34      | 20    | 9      | 5       | 95-53     | 49     | 37.588    | Gerd Müller (30)                       | 1/2 finale |                                                                                                   |
| 1974/75 | I    | 10   | Bundesliga                        | 34      | 14    | 6      | 14      | 57-63     | 34     | 36.412    | Gerd Müller (23)                       | 3e ronde   |                                                                                                   |
| 1975/76 | I    | 3    | Bundesliga                        | 34      | 15    | 10     | 9       | 72-50     | 40     | 32.971    | Gerd Müller (23)                       | 1/2 finale |                                                                                                   |
| 1976/77 | I    | 7    | Bundesliga                        | 34      | 14    | 9      | 11      | 73-64     | 37     | 31.550    | Gerd Müller (28)                       | 1/4 finale |                                                                                                   |
| 1977/78 | I    | 12   | Bundesliga                        | 34      | 11    | 10     | 13      | 62-64     | 32     | 30.876    | Gerd Müller (24)                       | 3e ronde   | Laagste eindklassering voor Bayern in de Bundesliga.                                              |
| 1978/79 | I    | 4    | Bundesliga                        | 34      | 16    | 8      | 10      | 69-46     | 40     | 34.153    | Karl-Heinz Rummenigge (14)             | 2e ronde   |                                                                                                   |
| 1979/80 | I    | 1    | Bundesliga                        | 34      | 22    | 6      | 6       | 84-33     | 50     | 39.579    | Karl-Heinz Rummenigge (26)             | 3e ronde   |                                                                                                   |
| 1980/81 | I    | 1    | Bundesliga                        | 34      | 22    | 9      | 3       | 89-41     | 53     | 36.412    | Karl-Heinz Rummenigge (29)             | 3e ronde   |                                                                                                   |
| 1981/82 | I    | 3    | Bundesliga                        | 34      | 20    | 3      | 11      | 77-56     | 43     | 33.372    | Dieter Hoeneß (21)                     | Winnaar    |                                                                                                   |
| 1982/83 | I    | 4    | Bundesliga                        | 34      | 17    | 10     | 7       | 74-33     | 44     | 31.324    | Karl-Heinz Rummenigge (20)             | 2e ronde   |                                                                                                   |
| 1983/84 | I    | 4    | Bundesliga                        | 34      | 20    | 7      | 7       | 84-41     | 47     | 30.912    | Karl-Heinz Rummenigge (26)             | Winnaar    |                                                                                                   |
| 1984/85 | I    | 1    | Bundesliga                        | 34      | 21    | 8      | 5       | 79-38     | 50     | 32.765    | Lothar Matthäus (16)                   | Finale     |                                                                                                   |
| 1985/86 | I    | 1    | Bundesliga                        | 34      | 21    | 7      | 6       | 82-31     | 49     | 27.265    | Dieter Hoeneß (15)                     | Winnaar    |                                                                                                   |
| 1986/87 | I    | 1    | Bundesliga                        | 34      | 20    | 13     | 1       | 67-31     | 53     | 37.471    | Lothar Matthäus (14)                   | 1/8 finale |                                                                                                   |
| 1987/88 | I    | 2    | Bundesliga                        | 34      | 22    | 4      | 8       | 83-45     | 48     | 28.034    | Lothar Matthäus (17)                   | 1/4 finale |                                                                                                   |
| 1988/89 | I    | 1    | Bundesliga                        | 34      | 19    | 12     | 3       | 67-26     | 50     | 30.412    | Roland Wohlfahrt (17)                  | 1/8 finale |                                                                                                   |
| 1989/90 | I    | 1    | Bundesliga                        | 34      | 19    | 11     | 4       | 64-28     | 49     | 36.235    | Roland Wohlfahrt (13)                  | 1/8 finale |                                                                                                   |
| 1990/91 | I    | 2    | Bundesliga                        | 34      | 18    | 9      | 7       | 74-41     | 45     | 35.833    | Roland Wohlfahrt (21)                  | 1e ronde   |                                                                                                   |
| 1991/92 | I    | 10   | Bundesliga                        | 34      | 13    | 10     | 15      | 59-61     | 36     | 32.526    | Roland Wohlfahrt (17)                  | 2e ronde   |                                                                                                   |
| 1992/93 | I    | 2    | Bundesliga                        | 34      | 18    | 11     | 5       | 74-45     | 47     | 46.059    | Bruno Labbadia (11)                    | 2e ronde   |                                                                                                   |
| 1993/94 | I    | 1    | Bundesliga                        | 34      | 17    | 10     | 7       | 68-37     | 44     | 48.294    | Mehmet Scholl / Adolfo Valencia (11)   | 1/8 finale |                                                                                                   |
| 1994/95 | I    | 6    | Bundesliga                        | 34      | 15    | 13     | 6       | 55-41     | 43     | 54.176    | Christian Ziege (12)                   | 1e ronde   |                                                                                                   |
| 1995/96 | I    | 2    | Bundesliga                        | 34      | 19    | 5      | 10      | 66-46     | 62     | 59.471    | Jürgen Klinsmann (16)                  | 2e ronde   |                                                                                                   |
| 1996/97 | I    | 1    | Bundesliga                        | 34      | 20    | 11     | 3       | 68-34     | 71     | 58.059    | Jürgen Klinsmann (15)                  | 1/4 finale |                                                                                                   |
| 1997/98 | I    | 2    | Bundesliga                        | 34      | 19    | 9      | 6       | 69-37     | 66     | 54.529    | Carsten Jancker (13)                   | Winnaar    | Winnaar Ligapokal > VfB Stuttgart 2-0                                                             |
| 1998/99 | I    | 1    | Bundesliga                        | 34      | 24    | 6      | 4       | 76-28     | 78     | 56.235    | Carsten Jancker / Giovane Élber (13)   | Finale     | Winnaar Ligapokal > VfB Stuttgart 4-0                                                             |
| 1999/00 | I    | 1    | Bundesliga                        | 34      | 22    | 7      | 5       | 73-28     | 73     | 52.588    | Giovane Élber (14)                     | Winnaar    | Winnaar Ligapokal > Werder Bremen 2-1                                                             |
| 2000/01 | I    | 1    | Bundesliga                        | 34      | 19    | 6      | 9       | 62-37     | 63     | 49.706    | Giovane Élber (15)                     | 2e ronde   | Winnaar Ligapokal > Hertha BSC 5-1                                                                |
| 2001/02 | I    | 3    | Bundesliga                        | 34      | 20    | 8      | 6       | 65-25     | 68     | 53.176    | Giovane Élber (17)                     | 1/2 finale |                                                                                                   |
| 2002/03 | I    | 1    | Bundesliga                        | 34      | 23    | 6      | 5       | 70-25     | 75     | 51.882    | Giovane Élber (21)                     | Winnaar    |                                                                                                   |
| 2003/04 | I    | 2    | Bundesliga                        | 34      | 20    | 8      | 6       | 70-39     | 68     | 55.118    | Roy Makaay (23)                        | 1/4 finale |                                                                                                   |
| 2004/05 | I    | 1    | Bundesliga                        | 34      | 24    | 5      | 5       | 75-33     | 77     | 53.294    | Roy Makaay (22)                        | Winnaar    | Winnaar Ligapokal > Werder Bremen 3-2                                                             |
| 2005/06 | I    | 1    | Bundesliga                        | 34      | 22    | 9      | 3       | 67-32     | 75     | 67.588    | Roy Makaay (17)                        | Winnaar    |                                                                                                   |
| 2006/07 | I    | 4    | Bundesliga                        | 34      | 18    | 6      | 10      | 55-40     | 60     | 68.465    | Roy Makaay (16)                        | 1/8 finale | Finale Ligapokal > Werder Bremen 0-1                                                              |
| 2007/08 | I    | 1    | Bundesliga                        | 34      | 22    | 10     | 2       | 68-21     | 76     | 69.000    | Luca Toni (24)                         | Winnaar    | Winnaar Ligapokal > FC Schalke 04 1-0                                                             |
| 2008/09 | I    | 2    | Bundesliga                        | 34      | 20    | 7      | 7       | 71-42     | 67     | 69.000    | Luca Toni (14)                         | 1/4 finale |                                                                                                   |
| 2009/10 | I    | 1    | Bundesliga                        | 34      | 20    | 10     | 4       | 72-31     | 70     | 69.000    | Arjen Robben (16)                      | Winnaar    |                                                                                                   |
| 2010/11 | I    | 3    | Bundesliga                        | 34      | 19    | 8      | 7       | 81-40     | 65     | 69.000    | Mario Gomez (28)                       | 1/2 finale |                                                                                                   |
| 2011/12 | I    | 2    | Bundesliga                        | 34      | 23    | 4      | 7       | 77-22     | 73     | 69.000    | Mario Gomez (26)                       | Finale     |                                                                                                   |
| 2012/13 | I    | 1    | Bundesliga                        | 34      | 29    | 4      | 1       | 98-18     | 91     | 71.000    | Mario Mandžukić (15)                   | Winnaar    | Bundesliga record punten:91, Record was 81 pnt voor Borussia Dortmund in 2011/12.                 |
| 2013/14 | I    | 1    | Bundesliga                        | 34      | 29    | 3      | 2       | 94-23     | 90     | 71.000    | Mario Mandžukić (18)                   | Winnaar    | Vroegste kampioenschap ooit in de Bundesliga (7 wedstr. voor einde)                               |
| 2014/15 | I    | 1    | Bundesliga                        | 34      | 25    | 4      | 5       | 80-18     | 79     | 72.882    | Arjen Robben / Robert Lewandowski (17) | 1/2 finale | Bayern wint voor de vierde keer drie seizoenen op rij.                                            |
| 2015/16 | I    | 1    | Bundesliga                        | 34      | 28    | 4      | 2       | 80-17     | 88     | 75.000    | Robert Lewandowski (30)                | Winnaar    | Bayern werd als eerste Duitse club ooit voor de 4e keer op rij landskampioen.                     |
| 2016/17 | I    | 1    | Bundesliga                        | 34      | 25    | 7      | 2       | 89-22     | 82     | 75.000    | Robert Lewandowski (30)                | 1/2 finale | Record: Bayern werd voor de 5e keer op rij landskampioen                                          |
| 2017/18 | I    | 1    | Bundesliga                        | 34      | 27    | 3      | 4       | 92-28     | 84     | 75.000    | Robert Lewandowski (29)                | Finale     | Record: Bayern werd voor de 6e keer op rij landskampioen                                          |
| 2018/19 | I    | 1    | Bundesliga                        | 34      | 24    | 6      | 4       | 88-32     | 78     | 75.000    | Robert Lewandowski (22)                | Winnaar    | Record: Bayern werd voor de 7e keer op rij landskampioen                                          |
| 2019/20 | I    | 1    | Bundesliga                        | 34      | 26    | 4      | 4       | 100-32    | 82     | 57.353    | Robert Lewandowski (34)                | Winnaar    | Record: Bayern werd voor de 8e keer op rij landskampioen                                          |
| 2020/21 | I    | 1    | Bundesliga                        | 34      | 24    | 6      | 4       | 99-44     | 78     | --        | Robert Lewandowski (41)                | 2e ronde   | Record: Bayern werd voor de 9e keer op rij landskampioen                                          |
| 2021/22 | I    | 1    | Bundesliga                        | 34      | 24    | 5      | 5       | 97-37     | 77     | 33.059    | Robert Lewandowski (35)                | 2e ronde   | Record: Bayern werd voor de 10e keer op rij landskampioen                                         |
| 2022/23 | I    | 1    | Bundesliga                        | 34      | 21    | 8      | 5       | 92-38     | 71     | 75.001    | Serge Gnabry (14)                      | 1/4 finale | Record: Bayern werd voor de 11e keer op rij landskampioen                                         |
| 2023/24 | I    | 3    | Bundesliga                        | 34      | 23    | 3      | 8       | 94-45     | 72     | 75.000    | Harry Kane (36)                        | 2e ronde   |                                                                                                   |
| 2024/25 | I    | 1    | Bundesliga                        | 34      | 25    | 7      | 2       | 99-32     | 82     |           | Harry Kane (26)                        | 8e finale  |                                                                                                   |

### Bayern in Europa
FC Bayern München speelt sinds 1962 in diverse Europese competities. Hieronder staan de competities en in welke seizoenen de club deelnam. Vet gedrukt staan de edities die zijn gewonnen door FC Bayern München.
Champions League (29x)
1994/95, 1997/98, 1998/99, 1999/00, 2000/01, 2001/02, 2002/03, 2003/04, 2004/05, 2005/06, 2006/07, 2008/09, 2009/10, 2010/11, 2011/12, 2012/13, 2013/14, 2014/15, 2015/16, 2016/17, 2017/18, 2018/19, 2019/20, 2020/21, 2021/22, 2022/23, 2023/24, 2024/25, 2025/26
Europacup I (13x)
1969/70, 1972/73, 1973/74, 1974/75, 1975/76, 1976/77, 1980/81, 1981/82, 1985/86, 1986/87, 1987/88, 1989/90, 1990/91
Europa League
-
UEFA Super Cup (5x)
1975, 1976, 2001, 2013, 2020
Europacup II (5x)
1966/67, 1967/68, 1971/72, 1982/83, 1984/85
UEFA Cup (9x)
1977/78, 1979/80, 1983/84, 1988/89, 1991/92, 1993/94, 1995/96, 1996/97, 2007/08
Jaarbeursstedenbeker (2x)
1962/63, 1970/71
Bijzonderheden Europese competities:
| Bijzonderheid                 | Datum      | Tegenstander         | Uitslag | Plaats     | Naam               | Aantal |
| ----------------------------- | ---------- | -------------------- | ------- | ---------- | ------------------ | ------ |
| Hoogste overwinning           | 28-09-1983 | Anorthosis Famagusta | 10-0    | München    |                    |        |
| Hoogste nederlaag             | 22-10-1991 | Boldklubben 1903     | 2-6     | Kopenhagen |                    |        |
| Speler met meeste wedstrijden | 16-04-2025 |                      |         |            | Thomas Müller      | 167    |
| Speler met meeste doelpunten  | 12-04-2022 |                      |         |            | Robert Lewandowski | 69     |

UEFA Club Ranking: 3 (07-07-2025)

## Bekende (oud-)Rekordmeisters

### Spelers
- David Alaba
- Thiago Alcántara
- Xabi Alonso
- Michael Ballack
- Franz Beckenbauer
- Mark van Bommel
- Daniel Van Buyten
- Martín Demichelis
- Torsten Frings
- Serge Gnabry
- Mario Gómez
- Leon Goretzka
- Mario Götze
- Ryan Gravenberch
- Dieter Hoeneß
- Uli Hoeneß
- Mark Hughes
- Marcell Jansen
- Oliver Kahn
- Harry Kane
- Joshua Kimmich
- Jürgen Klinsmann
- Miroslav Klose
- Toni Kroos
- Philipp Lahm
- Søren Lerby
- Robert Lewandowski
- Matthijs de Ligt
- Lúcio
- Roy Makaay
- Sadio Mané
- Javier Martínez
- Lothar Matthäus
- Gerd Müller
- Thomas Müller
- Manuel Neuer
- Ivica Olić
- Jean-Marie Pfaff
- Claudio Pizarro
- Lukas Podolski
- Franck Ribéry
- Arjen Robben
- Karl-Heinz Rummenigge
- Hasan Salihamidžić
- Leroy Sané
- Mehmet Scholl
- Bastian Schweinsteiger
- Luca Toni

#### Aanvoerders
| Land               | Naam                     | Periode   |
| ------------------ | ------------------------ | --------- |
| Vlag van Duitsland | Werner Olk               | 1965-1970 |
| Vlag van Duitsland | Franz Beckenbauer        | 1970-1977 |
| Vlag van Duitsland | Sepp Maier               | 1977-1979 |
| Vlag van Duitsland | Gerd Müller              | 1979-1979 |
| Vlag van Duitsland | Hans-Georg Schwarzenbeck | 1979-1980 |
| Vlag van Duitsland | Paul Breitner            | 1980-1983 |
| Vlag van Duitsland | Karl-Heinz Rummenigge    | 1983-1984 |
| Vlag van Duitsland | Klaus Augenthaler        | 1984-1991 |
| Vlag van Duitsland | Raimond Aumann           | 1991-1994 |
| Vlag van Duitsland | Lothar Matthäus          | 1994-1996 |
| Vlag van Duitsland | Thomas Helmer            | 1997-1999 |
| Vlag van Duitsland | Stefan Effenberg         | 1999-2002 |
| Vlag van Duitsland | Oliver Kahn              | 2002-2008 |
| Vlag van Nederland | Mark van Bommel          | 2008-2011 |
| Vlag van Duitsland | Philipp Lahm             | 2011-2017 |
| Vlag van Duitsland | Manuel Neuer             | 2017-     |

#### Records
Top-5 meest gespeelde wedstrijden
| Nr. | Land      | Naam               | Positie    | Periode   | Aantal |
| --- | --------- | ------------------ | ---------- | --------- | ------ |
| 1.  | Duitsland | Thomas Müller      | aanvaller  | 2008-2025 | 751    |
| 2.  | Duitsland | Sepp Maier         | keeper     | 1962-1979 | 709    |
| 3.  | Duitsland | Oliver Kahn        | keeper     | 1994-2008 | 632    |
| 4.  | Duitsland | Gerd Müller†       | aanvaller  | 1964-1979 | 613    |
| 5.  | Duitsland | Franz Beckenbauer† | verdediger | 1977-1991 | 584    |

Top-5 doelpuntenmakers
| Nr. | Land      | Naam                  | Periode   | Aantal |
| --- | --------- | --------------------- | --------- | ------ |
| 1.  | Duitsland | Gerd Müller†          | 1964-1979 | 570    |
| 2.  | Polen     | Robert Lewandowski    | 2014-2022 | 344    |
| 3.  | Duitsland | Thomas Müller         | 2008-2025 | 248    |
| 4.  | Duitsland | Rainer Ohlhauser      | 1961-1970 | 229    |
| 5.  | Duitsland | Karl-Heinz Rummenigge | 1974-1984 | 217    |

Bijgewerkt tot en met seizoen 2024/25

### Trainers
- Carlo Ancelotti
- Hans-Dieter Flick
- Louis van Gaal
- Josep Guardiola
- Jupp Heynckes
- Ottmar Hitzfeld
- Niko Kovač
- Udo Lattek
- Thomas Tuchel
- Vincent Kompany

## Omnisportvereniging
FC Bayern München is een omnisportvereniging. Zo zijn er ook andere afdelingen binnen de vereniging, die onder dezelfde naam opereren. Zo speelt ook de schaakvereniging van FC Bayern München in de Schachbundesliga.